# Fabrizio Romano
Fabrizio Romano (ur. 21 lutego 1993 w Neapolu) – włoski dziennikarz sportowy.
Zawodowo związany jest ze Sky Sports Italy i The Guardian. Uważany jest za jednego z największych ekspertów od transferów piłkarskich, będąc uznawanym za wiarygodne źródło informacji i autorytet w tej dziedzinie. Romano jest znany ze swojego sloganu „Here we go!”, który używa do sygnalizowania potwierdzenia transferu. 
W styczniu 2024 roku jego konto w serwisie X było obserwowane przez niemal 20,7 miliona osób.